# Хорхе Ресурексјон Меродио
Хорхе Ресурексјон Меродио (шп. Jorge Resurrección Merodio; Мадрид, 8. јануар 1992), познатији под надимком Коке (шп. Koke), професионални је шпански фудбалер који игра у средини терена на позицији централног везног играча. Играч је Атлетико Мадрида и репрезентативац Шпаније.

## Клупска каријера
Рођен и одрастао у Мадриду, Коке је почео да тренира фудбал као осмогодишњи дечак у школи фудбала мадридског великана Атлетика. Након што је прошао све омладинске селекције тима, током 2008. је пребачен у резервни састав, док је прву утакмицу за први тим одиграо 19. септембра 2009. године у првенству против Барселоне. Касније током те сезоне је одиграо још 3 првенствене утакмице за први тим.
Први погодак у дресу Атлетика постигао је против Севиље у првенственој утакмици играној 26. фебруара 2011. године. Сезона 2010/11. је уједно била његова прва комплетна сезона коју је одиграо за први тим у Примери. Већ наредне сезоне изборио се за место стандардног играча у екипи.
Први погодак у европским клупским такмичењима постигао је у четвртфиналном сусрету Лиге шампиона 2013/14. против Барселоне. Био је то једини и одлучујући погодак у реванш сусрету тог четвртфинала, и гол који је Атлетику донео пласман у полуфинале тог такмичења по први пут након 1974. године. Атлетико је ту сезону окончао са титулом првака Шпаније.
У јуну 2014. потписује нови петогодишњи уговор са тимом, а потом у мају 2017. тај уговор продужује на још седам сезона (до јуна 2024. године).

## Репрезентативна каријера
Коке је играо за све млађе репрезентативне селекције Шпаније. Највећи успех остварио је са репрезентацијом до 21 године која је 2013. освојила титулу европског првака, а сам Коке је изабран у идеални тим првенства. Годину дана раније играо је и за олимпијску репрезентацију на Летњим олимпијским играма 2012. у Лондону.
За сениорску репрезентацију Шпаније дебитовао је 14. августа 2013. у пријатељској утакмици против селекције Еквадора. Годину дана касније дебитује на Светском првенству у Бразилу, а прву званичну утакмицу на шампионату одиграо је 19. јуна пошто је на полувремену утакмице групне фазе против Чилеа ушао као замена за Шабија Алонса. Наступио је као стартер у последњој утакмици групне фазе против селекције Аустралије.
За Шпанију је одиграо и једну утакмицу на Европском првенству 2016. године. Селектор Хулен Лопетеги уврстио га је на списак репрезентативаца Шпаније за Светско првенство 2018. у Русији.

## Успеси и признања
ФК Атлетико Мадрид
- Првенство Шпаније (2): 2013/14, 2020/21.
- Куп Краља (1): 2012/13.
- Суперкуп Шпаније (1): 2014.
- УЕФА лига Европе (2): 2011/12, 2017/18.
- УЕФА суперкуп (2): 2012, 2018.
- УЕФА лига шампиона: финалиста 2013/14, 2015/16.

 Шпанија
- Светско првенство У17:  2009.
- Европско првенство У19:   2010.
- Европско првенство У21:  2013.
- УЕФА Лига нација:   2020/21.